# Comes Africae
Nel Tardo impero romano, il Comes Africae era il comandante di truppe di comitatensi e limitanei nella diocesi d'Africa, facenti parte dell'armata imperiale del Numerus intra Africam. Suoi diretti superiori erano al tempo della Notitia dignitatum (nel 400 circa), sia il magister peditum praesentalis per le unità di fanteria, sia il magister equitum praesentalis per quelle di cavalleria. Sovrintendeva, invece, oltre a tutta una serie di unità militari, che qui sotto sono elencate (nel 400), al Dux limitis Mauretaniae Caesariensis ed al Dux limites Tripolitani.

## Elenco unità
Era a capo di 12 unità (o distaccamenti) di fanteria e 19 di cavalleria, come risulterebbe dalla Notitia dignitatum:
- 1 auxilia palatina (fanteria): Celtae iuniores;[2][6]
- 3 legioni palatinae (fanteria): Armigeri propugnatores seniores, Armigeri propugnatores iuniores, Cimbriani;[2][6]
- 8 legioni comitatenses (fanteria): Secundani Italiciani, Primani, Secundani, Tertiani, Constantiniani, Constantiaci, Tertio Augustani, Fortenses;[2][6]
- 19 vexillatio comitatensis (cavalleria): Equites stablesiani Italiciani, Equites scutarii seniores, Equites stablesiani seniores, Equites Marcomanni, Equites sagittari clibanarii, Equites sagittarii Parthi seniores, Equites armigeri seniores, Equites armigeri iuniores, Equites cetrati seniores, Equites primo sagittarii, Equites secundo sagittarii, Equites tertio sagittarii, Equites quarto sagittarii, Equites Parthi sagittarii iuniores, Equites cetrati iuniores, Equites promoti iuniores, Equites sagittarii iuniores, Equites Honoriani iuniores, Equites scutarii iuniores scolae secundae;[2][5]

A queste unità di comitatensi ne andavano sommate altre 16 di limitanei, che riportiamo qui sotto come testimonia la Notitia dignitatum:
- Praepositus limitis Thamallensis, Praepositus limitis Montensis in castris Leptitanis, Praepositus limitis Bazensis, Praepositus limitis Gemellensis, Praepositus limitis Tubuniensis, Praepositus limitis Zabensis, Praepositus limitis Tubusubditani, Praepositus limitis Thamallomensis, Praepositus limitis Balaretensis, Praepositus limitis Columnatensis, Praepositus limitis Tablatensis, Praepositus limitis Caputcellensis, Praepositus limitis Secundaeforum in castris Tillibanensibus, Praepositus limitis Taugensis, Praepositus limitis Bidensis, Praepositus limitis Badensis.[7]

## Comites Africae

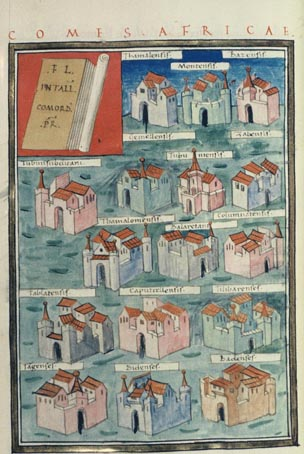
Le città sotto la responsabilità del Comes Africae, da un manoscritto della Notitia dignitatum.

- Graziano il Vecchio inizio anni 320
- Gaio Annio Tiberiano 325-327[8]
- Romano 364-373 circa
- Gildone 393-398
- Flavio Gaudenzio 399.
- Batanario 401-408
- Giovanni? 408
- Eracliano 408 (o 409, se nel 408 era in carica Giovanni)-412

### Fonti primarie
- Notitia Dignitatum, Occ., I, V, VII, XXI, XXV e XXX.

### Fonti storiografiche moderne
- J.Rodríguez González, Historia de las legiones Romanas, Madrid, 2003.
- A.K.Goldsworthy, Storia completa dellesercito romano, Modena 2007. ISBN 978-88-7940-306-1
- Y.Le Bohec, Armi e guerrieri di Roma antica. Da Diocleziano alla caduta dell'impero, Roma 2008. ISBN 978-88-430-4677-5